# Kukurek
Za rod kukureka, pogledajte Kukurek (rod)
Kukurek (lat. Helleborus odorus) šumska je zeljasta, uspravna, višegodišnja biljka iz istoimenog roda i porodice ljutića.

## Poreko imena
Naziv ove biljke potiče od reči hella-otrovan, smrtonosan i odorus-mirisan.

## Opis
Rizom je odlično razvijen, tamno smeđ do crn. Stablo kukureka je zeljasto i golo, visine do 50 cm, odnosno iste dužine ili nešto duže od prizemnih listova koji prizemljuju. Pri vrhu je manje-više razgranato.
Prizemni listovi su zimzeleni sa dugačkom drškom, prstasto deljeni, a po obodu testerasto usečeni, jednostruko ili dvostruko. Liska sadrži od 7 do 11 režnjeva, lancetastog oblika. Naličje listova ima izraženu nervaturu i sitne dlačice.  Listovi na stabljici su slični prizemnim, samo sa kraćim i užim režnjevima.
Cvetovi su krupni, veličine od 5 do 7 cm, žutozeleni, veoma mirisavi, aktinomorfni i dvopolni. Listića cvetnog omotača ima 5, široko su jajasti, skoro okrugli, obodima se preklapaju. Listići krunice preobraženi su u trouglaste, levkaste nektarije. Prašnika je mnogo, žute su boje. Tučkova ima 3-8 sa dugačkim stubićem. Cveta u februaru, martu, ređe u aprilu.
Plod je mešak sa dugačkim kljunom i mnogo semena. Semena su crne sjajne boje.

## Stanište
Naseljava različita staništa od nizija do brdskih regiona. Najčešće naseljava svetle šume i šikare. U podnožju Rtnju se može naći u mešovitoj hrastovo-bukovoj šumi.

## Areal
Ova vrsta je rasprostranjena u istočnoj, centralnoj i južnoj Evropi, jugozapadnoj Aziji i na Kavkazu.

## Značaj
Ova vrsta je lekovita, ali i otrovna biljka. Takođe je i umereno medonosna biljka.
Hemijski sastav
Najznačajniji sastojak je helebrin, iz grupe kardiotoničnih heterozida. Helebrin je zastupljen u celoj biljci ali najviše u rizomu i korenu. Heleborin i heleoborein pripadaju grupi stereoidnih saponozida. Koriste se kao laksativi u stočarstvu, ali i kao rubefacijensi i kod regulisanja srčanog rada. Primenjuje se kod suzbijanja vašljivosti i grinje šugarca, u kombinaciji sa čemerikom i duvanom. U Srbiji se ne upotrebljava kukurek u ovakve svrhe.
Dobijanje lekovite droge
Koren kukureka se uzima u rano leto i potom pere hladnom vodom, isecka na listiove i potom suši na  dnevnoj svetlosti ili izlaže temperaturi od 45 °C. Dobijena suva materija ima jako oporon ukus dok je miris odsutan.

## Galerija
- Helleborus odorus, cvet
- Helleborus odorus, cvet

## Literatura
- Šilić, Č. 1990. Šumske zeljaste biljke. Zavod za udžbenike i nastavna sredstva: Beograd.